# Marijn Kieft
Marijn Kieft (* 29. August 2006) ist eine niederländische Leichtathletin, die sich auf den Stabhochsprung spezialisiert hat.

## Sportliche Laufbahn
Erste internationale Erfahrungen sammelte Marijn Kieft im Jahr 2022, als sie bei den U18-Europameisterschaften in Jerusalem mit übersprungenen 3,70 m in der Qualifikationsrunde ausschied. Im Jahr darauf belegte sie bei den U20-Europameisterschaften ebendort mit 4,05 m den fünften Platz und 2024 verpasste sie bei den U20-Weltmeisterschaften in Lima mit 3,80 m den Finaleinzug. 2025 gewann sie bei den U20-Europameisterschaften in Tampere mit 4,40 m die Silbermedaille. 
2025 wurde Kieft niederländische Meisterin im Stabhochsprung im Freien und in der Halle.